# Wout Wachtmeester
Wout Wachtmeester (1958) is een Nederlands kunstschilder afkomstig uit het dorp Dalerpeel (provincie Drenthe).
Hij schildert al zijn hele leven, maar vanaf 1992 is hij er serieus mee aan de slag gegaan. Zijn werk omvat realistische vrouw- en manfiguren, vaak geplaatst in verlaten landschappen en in klassieke entourages met antieke, oosterse beelden.